# Хаврияс
Хаврияс (на гръцки: Χαβρίας) е река в Егейска Македония, Гърция, част от водосборния басейн на Бяло море. Общата дължина на реката е 59 km.

## Описание
Хаврияс извира в халкидическата планина Пиявица (Стратонико Орос), северно над бившето село Пиявица под името Мега Рема. Общата посока на реката е ССИ – ЮЮЗ. От 59-те километра дължина на реката 23 са на територията на демова секция Арнеа (Леригово), 10 на демова секция Полигирос, 8,5 на демова секция Ситония и 17,5 на демова секция Ормилия. Реката минава покрай Неохори (Ново село) и Палеохори, в края на котловината приема потока Ксеролакос от Арнеа (Леригово) и тече на юг през Холомонда. Приема левия си приток Ревенишка река от Мегали Панагия (Ревеник). В местността Смикси приема левия си приток Ксинонери от района на Гомати. Тук носи името Десис. Завива на югозапад и приема големия си десен приток Миладино. Излиза от планината при Ормилия, завива на юг и се влива в Бяло море в местността Палиомана.

## Водосборен басейн
→ ляв приток, ← десен приток
- ← Плакес
- ← Аниксятико
- ← Ксеролакос
- ← Караджа Лакос (Мавролакос)
- ← Мавронери
- → Комблицос
- → Ксинонери
- → Кириази Лака
- ← Миладино (Микрос Лакос, Транос Лакос)

- ← Пападяс Лакос

- ← Волица
- ← Пасхалодико
- ← Гредища (Цулнарас, Ксеротопос, 12 km)
- ← Гундурос (Каприникия или Кундура, 18,9 km)

- → Дентокарияс
- → Дамаскинолакос